# دائرة برباشة
دائرة مرباشة إحدى دوائر ولاية بجاية الجزائرية . عاصمتها هي مرباشة وتضم بلديات : 
- برباشة
- كنديرة

## انظر
- جبل تاليوين

## مواضيع ذات صلة
- دوائر ولاية بجاية
- بلديات ولاية بجاية